# Estación La Guardia
La Guardia era una estación de ferrocarril ubicada en la localidad del mismo nombre en el Departamento La Paz, al sur de la provincia de Catamarca, Argentina.

## Servicios
No presta servicios de pasajeros ni de cargas. Sus vías correspondían al Ramal CC10 del Ferrocarril General Belgrano de Recreo a Chumbicha. El ramal y las estaciones se encuentran abandonadas y en ruinas.